# Robert Glenister
Robert Glenister (11 de marzo de 1960) es un popular actor británico, más conocido por haber interpretado a Ash "Three Socks" Morgan en la serie Hustle.

## Vida
Es hijo del director John Glenister, su hermano menor es el actor Philip Glenister quien interpretó al detective Gene Hunt en Life on Mars.
Estuvo casado con la actriz Amanda Redman de 1984 hasta 1992, con quien tuvo una hija, la actriz Emily Glenister en 1987.
Glenister se volvió a casar con la productora de radio Celia Glenister, con quien tuvo un hijo Thomas Glenister en 1996.

## Carrera
Su impresionante carrera ha abarcado casi tres décadas, y ha protagonizado varios hits en la televisión, radio y cine británicos.
Su primera aparición en televisión fue en 1980 en Sink or Swim.
En 1984 apareció en varios episodios de la exitosa serie Doctor Who, donde interpretó a Salateen en el episodio de cuatro partes The Caves of Androzani junto a su coestrella de Sink or Swim, Peter Davison. 
Glenister continuó su trabajo en la televisión apareciendo en The Lonelyheart Kid, Me and the Girls, y en la miniserie Cover Her Face. Posteriormente obtuvo un papel como personaje invitado en Juliet Bravo y en The Bill. En 1990 actuó en varios episodios de Chancer Other. Entre 1991 y 1992 participó en Soldier Solider como el Sgt. Ian Anderson, en Boon como el señor Richards y en Only Fools and Horses como Myles.
En 1993 obtuvo el papel de Jeremy en The Secret Rapture antes de trabajar en Casualty, Pie in the Sky, A Landing on the Sun y en Kavanagh QC. Más tarde obtuvo el rol principal en Aristophanes: The Gods are Laughing.
En el 2000, Glenister obtuvo roles en You Can’t Dance y en All Forgotten. En el 2001 se hizo conocido por interpretar a Earl of Warwick en la comedia fílmica Just Visiting. Luego cayó en Midsomer Murders, Laissez-passer y Heartbeat.
En el 2004 obtuvo el papel del estafador Ashley Morgan en la exitosa serie Hustle, papel que interpretó hasta el final del programa el 17 de enero de 2012.
En el 2006 trabajó en la serie Jane Hall, donde dio vida a Dave Searle. Después de actuar en Get Off My Land durante el 2007, Glenister se unió a la serie dramática de espías Spooks en el 2006, donde interpreta al secretario Nicholas Blake.
En el 2010 participó en un episodio de la serie Law & Order: UK, interpretando al corrupto oficial Jimmy Valentine, junto a Bradley Walsh, Jamie Bamber y Anna Chancellor. En la serie también es el narrador de los episodios.
En el 2015 se unió al elenco de la miniserie Code of a Killer donde interpretó al detective de la policía Chapman.
En el 2016 apareció como invitado en varios episodios de la tercera temporada de la serie The Musketeers donde dio vida al Duque de Lorraine.
Ese mismo año se unió al elenco de la miniserie Close to the Enemy donde dio vida a Brigadier Wainwright. También se unió al elenco de la miniserie Paranoid donde interpreta al detective de la policía Bobby Day.

## Filmografía

### Series de televisión
| Año               | Título                  | Personaje                | Notas                                                           |
| ----------------- | ----------------------- | ------------------------ | --------------------------------------------------------------- |
| 2020              | Doctor Who              | Thomas Edison            | episodio "Nikola Tesla's Night of Terror"                       |
| 2016 - presente   | Paranoid                | Bobby Day                | 8 episodios - miniserie                                         |
| 2016              | Close to the Enemy      | Brigadier Wainwright     | 6 episodios - miniserie                                         |
| 2016              | The Musketeers          | Duque de Lorraine        | 2 episodios                                                     |
| 2015              | Code of a Killer        | Det. Chapman             | 2 episodios - miniserie                                         |
| 2014              | Vera                    | Owen Preece              | episodio "Death of a Family Man"                                |
| 2013              | The Great Train Robbery | Det.Insp. Frank Williams | 2 episodios - miniserie                                         |
| 2012              | Mad Dogs                | Quinn                    | episodio # 2.4                                                  |
| 2004 - 2012       | Hustle                  | Ash Morgan               | 48 episodios                                                    |
| 2011              | Appropriate Adult       | Det. John Bennett        | 2 episodios                                                     |
| 2006 - 2009, 2010 | Spooks                  | Nicholas Blake           | 15 episodios                                                    |
| 2010              | Moving On               | Frankie                  | episodio "Skin Deep"                                            |
| 2009              | Law & Order: UK         | Det. Jimmy Valentine     | episodio "Honour Bound"                                         |
| 2008              | Inspector George Gently | Comandante Empton        | episodio "The Burning Man"                                      |
| 2008              | Heroes and Villains     | Crassus                  | episodio "Spartacus"                                            |
| 2006              | Jane Hall               | Dave Searle              | 6 episodios                                                     |
| 2003              | Between the Sheets      | Clive Stevenson          | tv miniserie                                                    |
| 2001 - 2003       | A Touch of Frost        | Det. Sgt. Terrence Reid  | 4 episodios                                                     |
| 2003              | Roger Roger             | Doctor Geoff             | episodio "Freedom's Just Another Word for Nothing Left to Lose" |
| 2002              | Heartbeat               | Oliver Langley           | episodio "The Shoot"                                            |
| 2001              | Midsomer Murders        | John Field               | episodio "Dark Autumn"                                          |
| 1997              | Drovers' Gold           | Doctor Markby            | tv miniserie                                                    |
| 1996              | Bramwell                | Charles Sheldon          | 2 episodios                                                     |
| 1988 - 1995       | The Bill                | Detective Baker          | 3 episodios                                                     |
| 1995              | Kavanagh QC             | Clive Pendle             | episodio "Heartland"                                            |
| 1994              | Screen Two              | Brian Jessel             | episodio "Landing on the Sun"                                   |
| 1994              | Pie in the Sky          | Det. Rick Fields         | episodio "An Innocent Man"                                      |
| 1990 - 1994       | Casualty                | Chris Wilson             | 2 episodios                                                     |
| 1993              | Medics                  | Steven Nelson            | episodio # 3.5                                                  |
| 1992              | Only Fools and Horses   | Myles                    | episodio "Mother Nature's Son"                                  |
| 1992              | Boon                    | Mr. Richards             | episodio "Whispering Grass"                                     |
| 1991              | Soldier Soldier         | Sgt. Ian Anderson        | 7 episodios                                                     |
| 1990              | Chancer                 | Colin Morris             | 11 episodios                                                    |
| 1985              | Juliet Bravo            | Insp. Roger Beavers      | episodio "Inspection"                                           |
| 1985              | Summer Season           | -                        | episodio "Long Term Memory"                                     |
| 1985              | Cover Her Face          | Derek Pullen             | 3 episodios                                                     |
| 1984              | The Lonelyheart Kid     | Ken                      | 6 episodios                                                     |
| 1984              | Doctor Who              | Salateen                 | 4 episodios                                                     |
| 1980 - 1982       | Sink or Swim            | Steve Webber             | 19 episodios                                                    |
| 1981              | ITV Playhouse           | Billy                    | episodio "Little Girls Don't"                                   |
| 1980              | Escape                  | -                        | episodio "The Cartland Murder"                                  |
| 1979              | Crown Court             | Kevin Laurence           | episodio "Forever"                                              |

### Películas
| Año  | Título                              | Personaje              | Notas                                                                                |
| ---- | ----------------------------------- | ---------------------- | ------------------------------------------------------------------------------------ |
| 2013 | Marple: Greenshaw's Folly           | Padre Borphy           | junto a Julia McKenzie, Fiona Shaw, Kimberley Nixon, Julia Sawalha & Martin Compston |
| 2012 | Worm                                | Papá/Worm              | corto - junto a Jeany Spark & Tom Basden                                             |
| 2012 | We'll Take Manhattan                | Ted Shrimpton          | junto a Aneurin Barnard, Fiona Button, Anna Chancellor & Helen McCrory               |
| 2011 | Of Mary                             | Peter                  | corto - junto a Tom Brooke, Kehinde Fadipe & Ben Mushumani                           |
| 2009 | Creation                            | Dr. Holland            | -                                                                                    |
| 2007 | Get Off My Land                     | Framer                 | -                                                                                    |
| 2006 | The Ruby in the Smoke               | Samuel Selby           | junto a Billie Piper & Julie Walters                                                 |
| 2005 | Class of '76                        | Frank Thompson         | junto a Robert Carlyle                                                               |
| 2004 | Who Killed Thomas Becket?           | Narrador               | prestó su voz                                                                        |
| 2003 | Victoria Station                    | Controlador            | junto a Rufus Sewell                                                                 |
| 2003 | Eroica                              | Gerhardt               | junto a Jack Davenport                                                               |
| 2003 | Hitler: El reinado del mal          | Anton Drexler          | voz - junto a Robert Carlyle, Stockard Channing , Liev Schreiber & Peter O'Toole     |
| 2002 | Sirens                              | Det. Clive Wilson      | junto a Daniela Nardini, Greg Wise & Sarah Parish                                    |
| 2002 | Murder                              | Robert Weldon          | junto a Julie Walters e Imelda Staunton                                              |
| 2002 | Laissez-passer                      | Capitán Townsend       | -                                                                                    |
| 2001 | Just Visiting                       | Earl de Warwick        | junto a Jean Reno & Christina Applegate                                              |
| 2000 | My Fragile Heart                    | Stephen "Squeal" Blake | -                                                                                    |
| 2000 | Dirty Work                          | Tubes                  | -                                                                                    |
| 2000 | All Forgotten                       | Conde Malevsky         | junto a Kirsten Dunst, Julie Walters, Nick Stahl & Paloma Baeza                      |
| 2000 | You Can't Dance                     | -                      | -                                                                                    |
| 1995 | Persuasion                          | Capitán Harvile        | -                                                                                    |
| 1995 | Aristophanes: The Gods Are Laughing | Aristophanes           | -                                                                                    |
| 1995 | Prime Suspect: The Lost Child       | Chris Hughes           | junto a Helen Mirren                                                                 |
| 1994 | A Landing on the Sun                | Brian Jessel           | -                                                                                    |
| 1993 | The Secret Rapture                  | Jeremy                 | junto a Juliet Stevenson                                                             |
| 1993 | Dangaioh                            | Gilburgh               | prestó su voz para el personaje                                                      |
| 1991 | Aruslân senki                       | Gardeep                | voz - junto a Jason Isaacs                                                           |
| 1990 | Blood Rights                        | Pete                   | junto a Christopher Eccleston                                                        |
| 1989 | Ending Up                           | Keith                  | junto a John Mills                                                                   |
| 1985 | Me and the Girls                    | Harry                  | -                                                                                    |
| 1981 | Strike: The Birth of Solidarity     | -                      | junto a Ian Holm                                                                     |

### Narrador
| Año             | Serie           | Notas                   |
| --------------- | --------------- | ----------------------- |
| 2009 - presente | Law & Order: UK | 42 episodios - narrador |